# Ustica
Ustica er en ø nord for Sicilien; men er ikke en del af de Æoliske øer, da den ligger væsentligt længere mod vest, næsten stik nord for Palermo. Der er færgeforbindelse til Palermo, hvortil der er ca. 67 km. Øen har et areal på 8,65 km², og den har ca. 1.330 indbyggere. Øens højeste punkt er Punta Maggiore, 244 m.o.h. Havet omkring øen er et maritimt naturreservat med strenge restriktioner på sejlads og fiskeri.
Øen var i middelalderen sæde for pirater, og beboelse i større omfang kom der først efter 1759, hvor Ferdinando IV af Napoli lod opføre to forsvarstårne og en cisterne til opsamling af regnvand, idet der kun i ringe grad findes ferskvand på øen. Øen blev endvidere i perioden fra 1759 til 1943 anvendt til forvisning af politiske modstandere af de skiftende styrer i først Kongeriget Napoli og siden i fascismens Italien.
Øen har lagt navn til den italienske betegnelse Usticamassakren ("Strage di Ustica") efter et flystyrt, hvor Aerolinee Itavia Flight 870 styrtede ned under mystiske omstændigheder. 
38°43′N 13°11′Ø / 38.72°N 13.18°Ø